# Bacilos (álbum)
Bacilos es el primer álbum de estudio de la banda de pop-rock en español Bacilos. Fue lanzado al mercado el 23 de mayo de 2000.
Al firmar con WEA International, Madera se retoma y es relanzado bajo ese sello discográfico, pero ahora con el simple título de Bacilos. Con algunas modificaciones, en la lista canciones, finalmente consiguen su primera producción con una disquera. 
Su primer sencillo, Tabaco y Chanel, estuvo en los primeros lugares de popularidad en Latinoamérica (principalmente en Colombia) y España. Uno de los momentos más importantes y más trascendentales del grupo fue su integración a la gira "El Alma al Aire" realizada por Alejandro Sanz que los llevó a Europa, específicamente a España. Al compartir sellos discográficos, y al encontrarse en Colombia en espectáculo, llegó a un acuerdo entre las dos partes.
Su participación se daba al abrir los conciertos del cantautor español. Es así como se ganaron un gran popularidad en tierras españolas, cuya consecuencia fue la edición de su primer disco (con un nuevo diseño de sus carátulas), exclusivamente para ese país. 
Gracias al éxito conseguido en España, y en general, por el éxito de "Bacilos" en América, fue nominado a los premios Grammy en las categorías "Mejor Artista Nuevo" y "Mejor Álbum de Pop, Grupo o Dúo", los cuales no tuvieron la fortuna de ganar.

## Lista de canciones
Todas las canciones escritas y compuestas por Jorge Villamizar, excepto donde se indique. 
| N.º | Título                                                        | Duración |  |
| 1.  | «Manchados de amor»                                           | 4:31     |  |
| 2.  | «Tabaco y Chanel»                                             | 5:11     |  |
| 3.  | «Bésela ya»                                                   | 3:16     |  |
| 4.  | «Soledad»                                                     | 4:12     |  |
| 5.  | «Cuestión de madera»                                          | 5:04     |  |
| 6.  | «Lo mismo que yo»                                             | 3:32     |  |
| 7.  | «Crónica (de una inmigración anunciada)» (Villamizar, Freire) | 5:25     |  |
| 8.  | «Ahí va la madera»                                            | 4:32     |  |
| 9.  | «Más allá» (Michael Paterson, Villamizar)                     | 3:10     |  |
| 10. | «Como querer»                                                 | 4:30     |  |
| 11. | «Lo mismo que yo (Bonus track)»                               | 4:07     |  |

## Músicos

### Bacilos
- Jorge Villamizar: Voz líder y guitarra
- André Lopes: Bajo y coros
- José Javier Freire: Batería, percusión y coros

### Músicos invitados
- Pedro Alfonso: Violín
- Humberto Bolívar: Viola
- Konstantin Litivienko: Chelo
- Gustavo Afont: Guitarra eléctrica en "Crónica" y "Bésela ya"
- Marcos Gut: Guitarra en "Cuestión de madera"
- Jesús Hidalgo: Voces en "Cuestión de madera", "Bésela ya", "Crónica" y "Ahí va la madera"
- Janio Hidalgo: Voces en "Tabaco y Chanel"
- Rodolfo Castillo: Voces en "Tabaco y Chanes" y "Ahí va la madera"
- Nicole Chirino: Voces en "Tabaco y Chanel" y "Manchados de amor"
- John Speck: Trombón en "Bésela ya"
- Carlos Ochoa: Flauta en "Mas allá" y "Soledad"
- Sandra Dohnert: Voces en "Ahí va la madera"
- Leo Nobre, Fabio Patino y Juan Valdivieso: Palmas[1]